# Йоасаф Калогерас
Йоасаф (на гръцки: Ιωάσαφ) е гръцки духовник, митрополит на Вселенската патриаршия от XVIII – XIX век.

## Биография
Роден е на Патмос със светското име Калогерас (Καλογεράς). През септември 1794 година е избран и по-късно ръкоположен за анхиалски митрополит. Митрополит Йоасаф основава гръцко училище в градчето.
През юни 1808 година под натиск от османските власти е преместен като пловдивски митрополит след избор в Русе. Отстранен е през март 1809 година, заради намесата на властите в избора му.
През октомври 1814 година е възстановен като бивш пловдивски. През март 1820 година е избран за скопски митрополит. Умира в 1823 година.